# Ukraine beim Junior Eurovision Song Contest
Teilnehmende Rundfunkanstalt

Erste Teilnahme
2006
Anzahl der Teilnahmen
19 (Stand 2024)
Höchste Platzierung
1 (2012)
Höchste Punktzahl
203 (2024)
Niedrigste Punktzahl
28 (2010)
Punkteschnitt (seit erstem Beitrag)
86,87 (Stand 2020)
Punkteschnitt pro abstimmendem Land im 12-Punkte-System
4,99 (Stand 2015)
Dieser Artikel befasst sich mit der Geschichte der Ukraine als Teilnehmer am Junior Eurovision Song Contest.

## Vorentscheide
Seit 2006 fand jedes Jahr ein öffentlicher Vorentscheid statt. Seit 2018 wird jedoch aus Kostengründen auf einen vollwertigen Vorentscheid verzichtet, der Interpret sowie das Lied wird vom Sender intern nominiert.

## Teilnahme am Wettbewerb

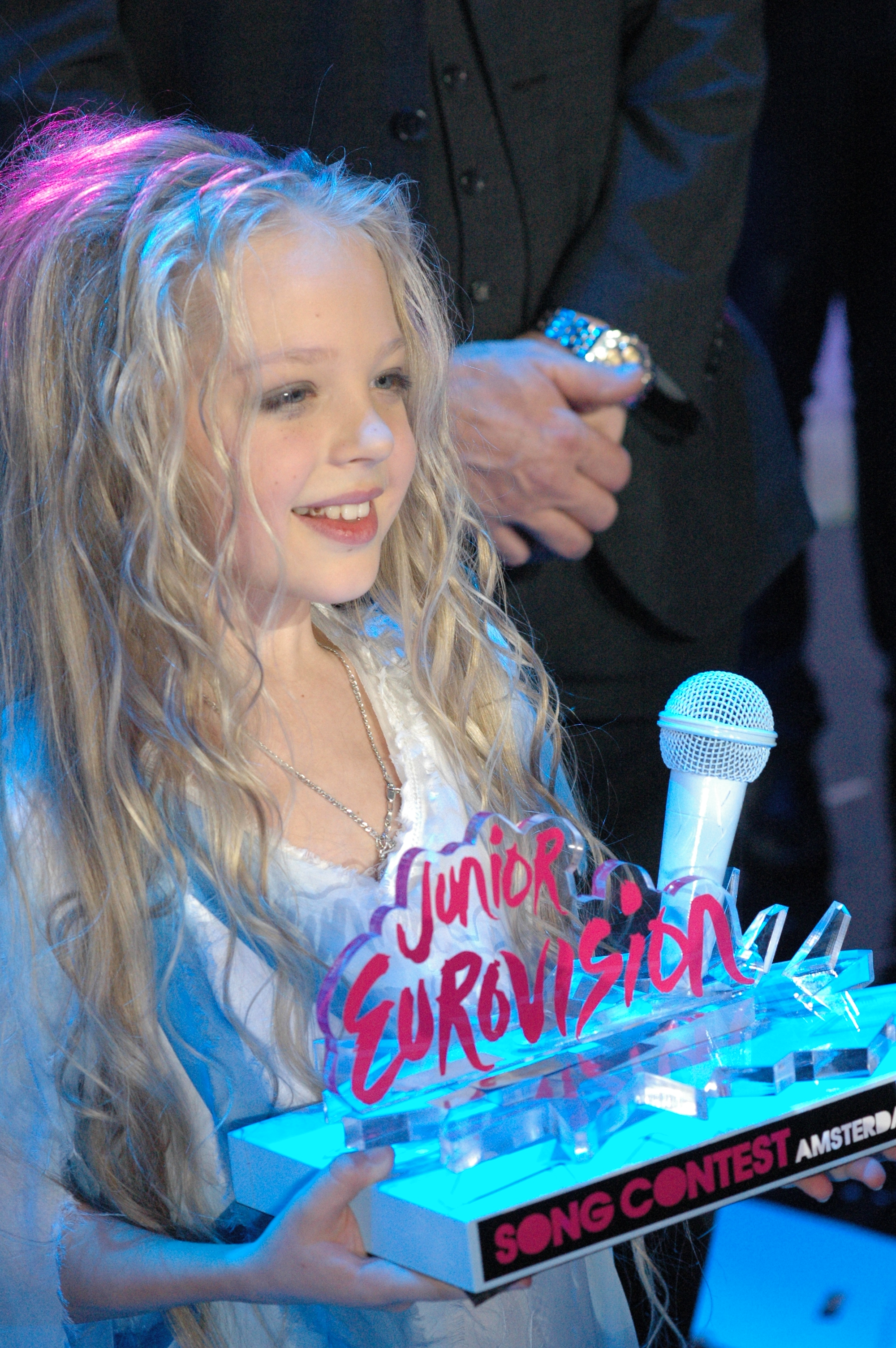
Anastassija Petryk, die Siegerin von 2012

2006 nahm man zum ersten Mal am Wettbewerb teil und seitdem ununterbrochen in jedem Jahr, anders als beim regulären ESC, wo man sich sowohl 2015 als auch 2019 zurückzog. Für 2018 hatte UA:PBC erstmals seit dem Debüt 2006 aus finanziellen Gründen die Teilnahme abgesagt, wenig später stand das Land allerdings dann doch auf der offiziellen Teilnehmerliste.
Beim Debüt 2006 konnte man mit Platz 8 von 15 ein durchschnittliches Ergebnis erzielen, ähnlich wie im Folgejahr 2007. 2008 belegte Wiktorija Petryk dann einen zweiten Platz und das bis dahin beste Ergebnis der Ukraine. 2010 erreichte das Land den letzten Platz und das bislang schlechteste Ergebnis des Landes beim JESC. 2012 gelang dann der erste Sieg beim Wettbewerb mit der zugleich besten Platzierung. Als Gastgebernation konnte man 2013 einen zweiten Platz erzielen. In den Folgejahren lief es für die Ukraine dann eher moderater, es folgten zwei Plätze im unteren Feld (2015, 2016 und 2019), wiederum vier Platzierungen (2014, 2017, 2018 und 2021) unter den ersten Zehn. 2018 gelang nach 2013 wieder eine Platzierung unter den ersten Fünf und einem neuen Punkterekord.
Somit zählt die Ukraine zu den erfolgreichen Ländern beim JESC.

## Liste der Beiträge
| Jahr | Interpret                               | Titel (Musik / Text)                                                                                       | Sprache              | Übersetzung                  | Platz Teilnehmer (gesamt) | Punkte |
| ---- | --------------------------------------- | --- | -------------------- | ---------------------------- | ------------------------- | ------ |
| 2006 | Nasar Sljussartschuk Назар Слюсарчук    | Chloptschyk Rock 'n' Roll (Хлопчик рок 'н' ролл) (Nasar Sljussartschuk)                                    | Ukrainisch           | Rock 'n' Roll-Junge          | 8 / 15                    | 058    |
| 2007 | Ilona Halyzka Ілона Галицька            | Urok hlamuru (Урок гламуру) (Ilona Halyzka)                                                                | Ukrainisch           | Glamour-Lektion              | 9 / 17                    | 056    |
| 2008 | Wiktorija Petryk Вікторія Петрик        | Matrossy (Матроси) (Wiktorija Petryk)                                                                      | Ukrainisch           | Matrosen                     | 2 / 15                    | 135    |
| 2009 | Andranik Alexanjan Андранік Алексанян   | Try topoli, try surmy (Три тополі, три сурми) (Andranik Alexanjan)                                         | Ukrainisch           | Drei Pappeln, drei Trompeten | 5 / 13                    | 089    |
| 2010 | Julija Hurska Юлія Гурська              | Mij litak (Мій літак) (Julija Hurska)                                                                      | Ukrainisch           | Mein Flugzeug                | 14 / 14                   | 028    |
| 2011 | Kristall                                | Jewropa (Європа) (Kristall)                                                                                | Ukrainisch, Englisch | Europa                       | 11 / 13                   | 042    |
| 2012 | Anastassija Petryk Анастасія Петрик     | Nebo (Небо) (Anastassija Petryk)                                                                           | Ukrainisch, Englisch | Himmel                       | 1 / 12                    | 138    |
| 2013 | Sofija Tarassowa Софія Тарасова         | We Are One (Sofija Tarassowa)                                                                              | Ukrainisch, Englisch | Wir sind eins                | 2 / 12                    | 121    |
| 2014 | Sympho-Nick                             | Prijde wesna (Прийде весна) (Mikhail Nekrasov, Evgeny Matyushenko)                                         | Ukrainisch, Englisch | Der Frühling kommt           | 6 / 16                    | 74     |
| 2015 | Anna Trintscher Анна Трінчер            | Pochny z sebe (Почни з себе) (Anna Trintscher)                                                             | Ukrainisch, Englisch | Beginne mit dir selbst       | 11 / 17                   | 38     |
| 2016 | Sofija Rol Софія Роль                   | Planet Craves For Love (Ruslan Kvinta / Vitali Kurowski, Sandra Bjurman, Jewgeni Matjuschenko, Sofija Rol) | Ukrainisch, Englisch | Planet sehnt sich nach Liebe | 14 / 17                   | 30     |
| 2017 | Anastasija Bahinska Анастасія Багінська | Ne supynjai (Не зупиняй) (Anastasija Bahinska)                                                             | Ukrainisch, Englisch | Hör nicht auf                | 7 / 16                    | 147    |
| 2018 | Darina Krasnowetska Дарина Красновецька | Say Love (Mikhailo Klimenko, Volodimir Scharikow, Darina Krasnowetska)                                     | Ukrainisch, Englisch | Sag "Liebe"                  | 4 / 20                    | 182    |
| 2019 | Sophia Ivanko Софія Іванько             | Koly zdaietsia (Коли здаеця) (Sophia Ivanko, Michailo Tolmachow)                                           | Ukrainisch, Englisch | Wenn es scheint              | 15 / 19                   | 59     |
| 2020 | Oleksandr Balabanow Oлександр Балабанов | Widkriwaj (Відкривай) (Michailo Klimenko, Oleksandr Balabanow)                                             | Ukrainisch, Englisch | Öffnen                       | 7 / 12                    | 106    |
| 2021 | Olena Usenko Олена Усенко               | Vazhil (Kateryna Komar, Olena Usenko)                                                                      | Ukrainisch           | Einfluss                     | 6 / 19                    | 125    |
| 2022 | Zlata Dziunka                           | Nezlamna (Zlata Dziunka, ILLARIA)                                                                          | Ukrainisch, Englisch | Unzerbrechlich               | 9 / 16                    | 111    |
| 2023 | Anastasia Dymyd                         | Kvitka (Svitlana Tarabarova)                                                                               | Ukrainisch, Englisch | Blume                        | 5 / 16                    | 128    |
| 2024 | Artem Kotenko                           | Hear Me Now (Svitlana Tarabarova)                                                                          | Ukrainisch, Englisch | Hör mich Jetzt               | 3 / 17                    | 203    |

## Ausgetragene Wettbewerbe
| Jahr | Stadt | Austragungsort   | Moderation                                  |
| ---- | ----- | ---------------- | ------------------------------------------- |
| 2009 | Kiew  | Sportpalast Kiew | Ani Lorak & Timur Miroschnytschenko         |
| 2013 | Kiew  | Palast Ukrajina  | Zlata Ohnjewitsch & Timur Miroschnytschenko |

## Punktevergabe
Folgende Länder erhielten die meisten Punkte von oder vergaben die meisten Punkte an die Ukraine:
| Die meisten vergebenen Punkte | Die meisten vergebenen Punkte | Die meisten vergebenen Punkte |
| Platz                         | Land                          | Punkte                        |
| ----------------------------- | ----------------------------- | ----------------------------- |
| 1                             | Armenien                      | 76                            |
| 2                             | Belarus                       | 73                            |
| 3                             | Russland                      | 66                            |
| 4                             | Georgien                      | 57                            |
| 5                             | Malta                         | 28                            |

| Die meisten erhaltenen Punkte | Die meisten erhaltenen Punkte | Die meisten erhaltenen Punkte |
| Platz                         | Land                          | Punkte                        |
| ----------------------------- | ----------------------------- | ----------------------------- |
| 1                             | Belarus                       | 70                            |
| 2                             | Georgien                      | 67                            |
| 3                             | Russland                      | 62                            |
| 4                             | Armenien                      | 53                            |
| 5                             | Malta                         | 40                            |

Stand: 2014